# Sheishan
Sheishan (en francès Seissan) és un municipi francès situat al departament del Gers i a la regió d'Occitània.

## Geografia

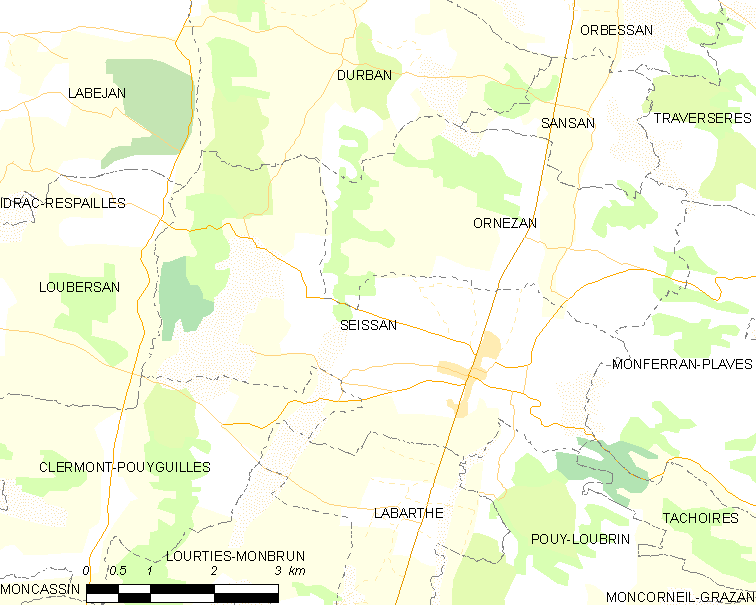
Mapa de la comuna de Sheishan

## Demografia
| 1962                                       | 1968 | 1975 | 1982 | 1990 | 1999  | 2006  |
| ------------------------------------------ | ---- | ---- | ---- | ---- | ----- | ----- |
| 835                                        | 936  | 965  | 1011 | 984  | 1.002 | 1.032 |
| Des de 1962: població sense dobles comptes |      |      |      |      |       |       |

## Administració i política
| Període   | Identitat          | Partit |
| --------- | ------------------ | ------ |
| 1959-1990 | Pierre Prénéron    |        |
|           |                    |        |
| 2005-     | François Rivière · |        |

## Llocs d'interès
- L'església Nostra Senyora de l'Assumpció, construït al segle xix.
- El castell de Sheishan, construït al segle xiii.
- El castell del Garrané, dels segles XI-XV.
- El colomar de la Bernisse, construït al segle xix.

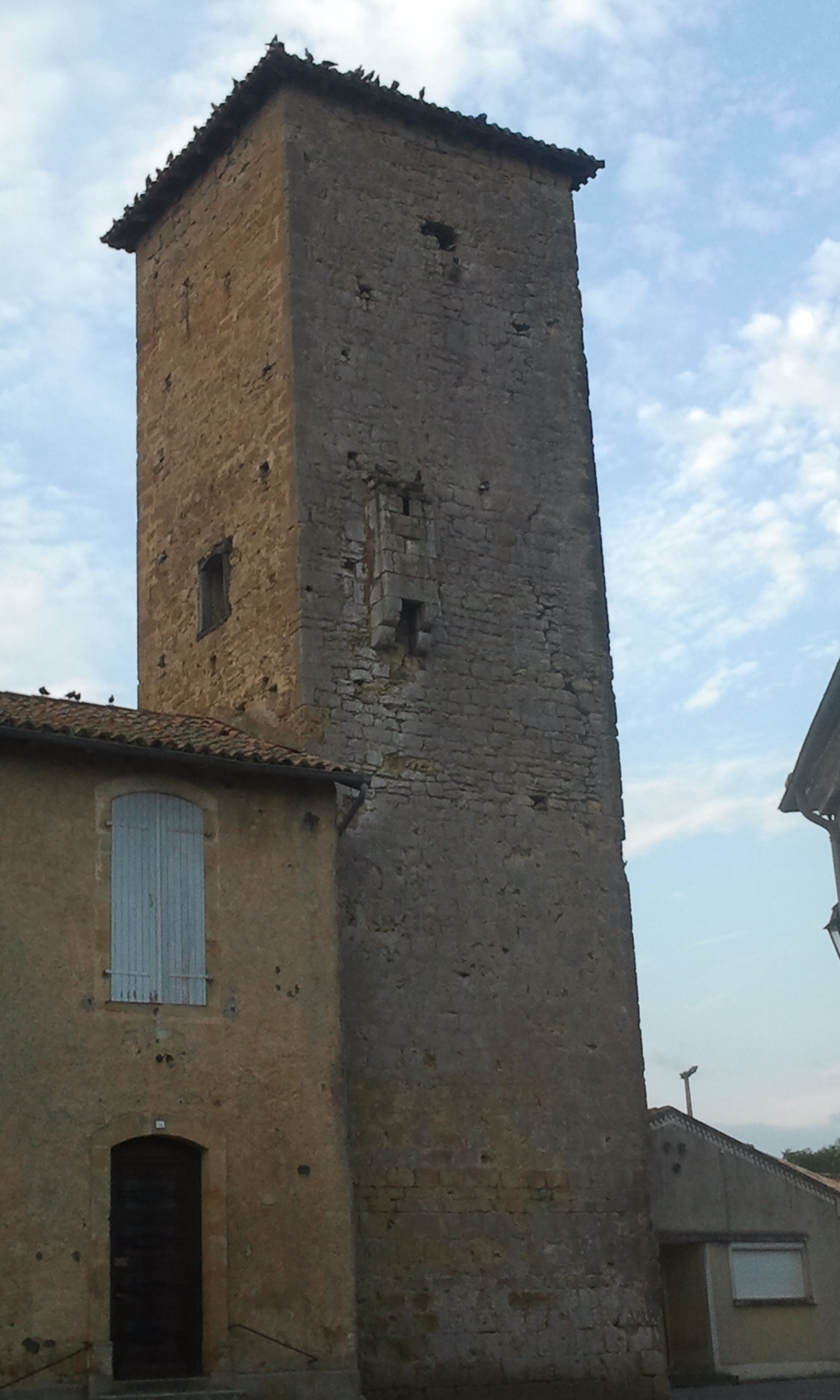
Castell de Sheishan
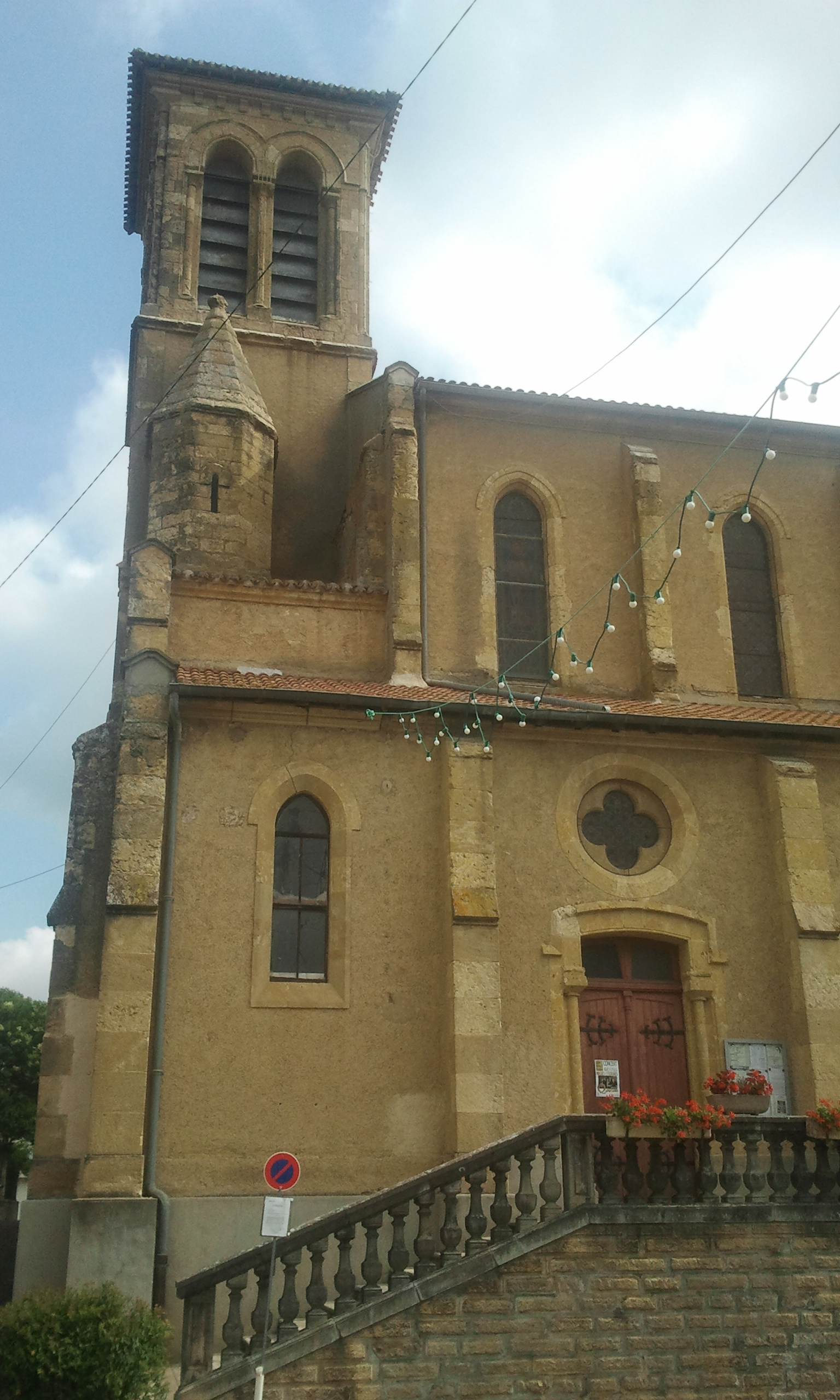
Nostra Senyora de l'Assumpció
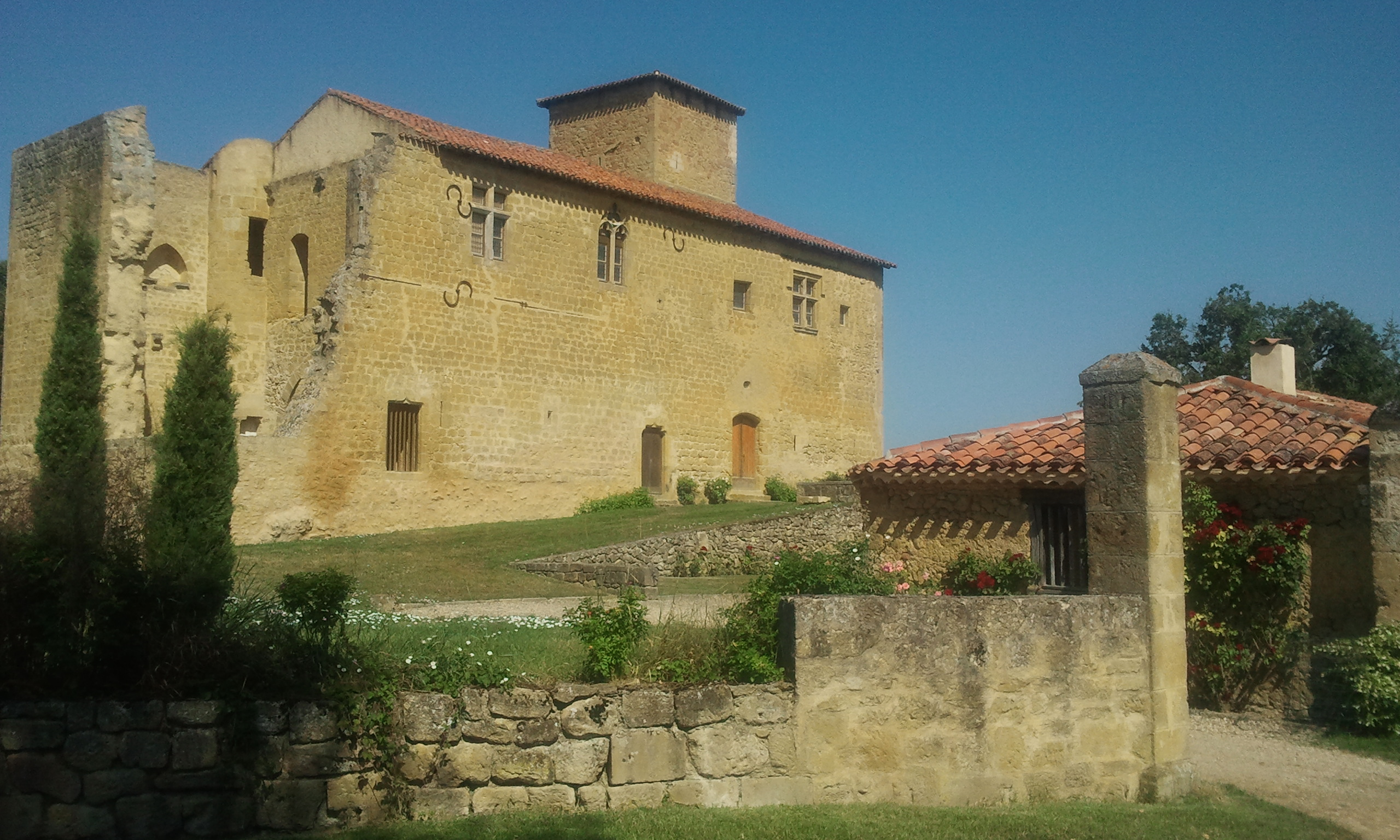
Castell del Garrané